# Dany Garcia
Pour les articles homonymes, voir García.
Dany Garcia, née le 29 novembre 1968 à Tampa, en Floride, est une productrice et femme d’affaires américaine, culturiste professionnelle de l’IFBB et productrice. Garcia est la fondatrice, PDG et présidente de The Garcia Companies et de TGC Management, supervisant un portefeuille de marques dans les domaines des affaires, du divertissement et de l’alimentation, y compris TGC Management, Seven Bucks Companies, Teremana Tequila, Athleticon et la Project Rock Collection à Under Armour, VOSS (en), Atom Tickets (en), Atom Tickets (en), Acorns, et le XFL,.
Elle a commencé sa carrière en finance chez Merrill Lynch en 1992, avant d’assumer la direction de la carrière de Dwayne Johnson en 2008. Garcia a cofondé la société de production Seven Bucks Productions (en) en 2012, qui a depuis produit plusieurs films avec Johnson. Parmi les films du catalogue de la production, figurent Baywatch : Alerte à Malibu et Jumanji : Bienvenue dans la jungle, sortis en 2017, et Shazam! et Fast and Furious: Hobbs and Shaw — spin-off de la série de films Fast and Furious — en 2019 ainsi que Jumanji: Next Level (2019),.

## Biographie

### Jeunesse
Garcia est née d’immigrants cubains et a grandi à Belleville, dans le New Jersey. Elle a un frère et une sœur. Mme Garcia s’est spécialisée en marketing et finance internationaux à l’Université de Miami et a obtenu un diplôme en administration des affaires en 1992,. Elle est devenue vice-présidente associée chez Merrill Lynch et a fondé sa propre société de gestion de patrimoine, JDM Partners LLC, en 2002. Après que son ex-mari Dwayne Johnson lui ait demandé de gérer sa carrière en 2008, elle a quitté les deux rôles pour le gérer.

## Carrière

### Premiers films et télévision: 2008-2016
En 2008, l’exécutif de Garcia produit le documentaire Theater of War (en), réalisé par John Walter et mettant en vedette Meryl Streep et Kevin Kline,. Ce film a été suivi du drame romantique sur le thème de Noël Lovely, Still 2008, avec Martin Landau et Ellen Burstyn. L’année suivante, Garcia réalise le documentaire Racing Dreams (en) 2009. Réalisé par Marshall Curry (en), le film suit deux garçons et une fille en compétition et aspire à devenir des pilotes professionnels de NASCAR. Le film a été acclamé par la critique et a remporté le prix du meilleur documentaire au Festival du film de Tribeca en 2009, où il a également été finaliste pour le prix du public. Le film a reçu une note de 100% frais de Rotten Tomatoes basée sur 26 avis, avec une moyenne pondérée de 7,38/10. Le film a été intitulé « The best film of the year » par le Los Angeles Times (« The Envelope ») et « Absorbing… l’un des rares documentaires que vous quittez en espérant qu’il soit un peu plus long, » par The New York Times.
En 2012, Garcia et Johnson ont cofondé leur société de production, Seven Bucks Productions. Garcia produit ensuite le film d’action Infiltré 2013, réalisé par Ric Roman Waugh et mettant en vedette Johnson, suivi de la série de téléréalité The Hero. Elle a par la suite fondé son entreprise multiplateforme, The Garcia Companies et TGC Management, une société mondiale de développement et de gestion de marques, représentant les acteurs Henry Cavill et Dwayne Johnson. La même année, TNT a commandé des épisodes de huit heures pour la série de téléréalité Wake Up Call, dont la première a eu lieu en 2014 et en 2015. Garcia a servi comme producteur exécutif pour les huit épisodes, qui a été décrit comme le "successeur naturel du héros."  Une autre série de téléréalité, Clash Of The Corps, a été créée en 2016 avec Fuse TV. Garcia et Johnson ont plus tard lancé une chaîne numérique pour la courte série télévisée Millennials the Musical (2016).

### Succès de la superproduction: 2017 à aujourd’hui
En 2017, l’exécutif de Garcia a réalisé plusieurs projets pour la télévision et le web. Le premier était Rock and a Hard Place pour HBO, qui met l’accent sur la vie des jeunes incarcérés. Bro/Science/Life : The Series, Garcia a par la suite produit son premier film à gros budget, Baywatch (2017), une comédie d’action réalisée par Seth Gordon et basée sur la série télévisée du même nom. Le film a été présenté de façon critique, mais a connu un succès au box-office, avec un chiffre d’affaires de 177,8 millions de dollars dans le monde, contre un budget de production de 69 millions de dollars. Garcia a poursuivi avec Jumanji: Welcome to the Jungle de 2017, un film d’aventure fantastique réalisé par Jake Kasdan. C’est le troisième opus de la franchise Jumanji, après Zathura: A Space Adventure de 2005 et une suite directe de Jumanji de 1995, qui s’inspire du livre pour enfants du même nom de Chris Van Allsburg publié en 1981. Jumanji: Welcome to the Jungle a reçu des critiques positives et a rapporté 962,1 millions de dollars dans le monde entier, l’un des films les plus rentables de Sony de tous les temps.
Rampage : Hors de contrôle de 2018, un film de science-fiction réalisé par Brad Peyton, et basé sur la série de jeux vidéo du même nom par Midway Games, a été publié l’année suivante. Elle a rapporté plus de 428 millions de dollars dans le monde et a reçu des critiques mitigées. Le prochain film de Garcia, Skyscraper (2018), un film d’action écrit et réalisé par Rawson Marshall Thurber, a reçu des réponses critiques similaires. Garcia a ensuite produit le documentaire Stuntmant (2018). Elle est retournée à la télévision pour être productrice exécutive de la série Ballers pour HBO, la comédie dramatique la plus regardée d’une demi-heure de HBO.
En 2019, l’exécutif de Garcia a produit The Titan Games, une série de compétitions sportives dont la première a eu lieu sur NBC et qui a été renouvelée pour une deuxième saison. La même année, Seven Bucks’ fait ses débuts au Festival du film de Sundance avec le film biographique Une famille sur le ring, écrit et réalisé par Stephen Merchant et produit par Garcia. Garcia a par la suite produit une série documentaire de six épisodes intitulée Finding Justice for BET, qui se concentre sur les histoires de héros, de leaders, de défenseurs et d’agents du changement de la communauté afro-américaine à travers l’Amérique, alors qu’ils découvrent les injustices et luttent pour apporter guérison et changement. De retour sur le grand écran, Garcia a été producteur exécutif du film de superhéros basé sur le personnage de DC Comics du même nom, Shazam! (2019), The Fast and the Furious spin-off Hobbs & Shaw 2019, et produit Jumanji: The Next Level de 2019 qui a établi le record du week-end d’ouverture mondiale de Seven Bucks Productions, le prochain film de Netflix Red Notice réalisé par Rawson Marshall Thurber de 2021, et Black Adam de 2022, réalisé par Jaume Collet-Serra du personnage Black Adam de DC Comics, film de l'Univers cinématographique DC. Elle a également été productrice exécutive de l’émission K Great Thanks (2019).
En août 2020, Garcia et Johnson ont dirigé le consortium qui a acheté le XFL de la faillite de son fondateur, Vince McMahon. Garcia était fan de la marque et de la ligue depuis son incarnation originale en 2001 et avec l’acquisition, elle est devenue la première femme à détenir une participation égale ou majoritaire dans une grande ligue sportive professionnelle aux États-Unis.

## Vie personnelle
Garcia a rencontré Dwayne Johnson alors qu’elle fréquentait l’université, et ils se sont mariés le 3 mai 1997. En épousant Johnson, elle a rejoint la célèbre famille samoanne Maivia - Anoa’i. Ils ont un enfant ensemble, une fille prénommée Simone, qui est née en août 2001. Le 1er juin 2007, ils ont annoncé qu’ils se séparaient à l’amiable. Le divorce a été prononcé en mai 2008. En 2014, Garcia a épousé Dave Rienzi, un culturiste et conseiller en marque de TGC Management. Garcia est aussi une culturiste et attribue souvent au sport le mérite d’avoir façonné sa nature implacable dans les affaires. Elle a concouru pour la première fois en 2011 et a obtenu sa carte IFBB Pro en 2014. Elle a été la toute première athlète de la Division Physique féminine à être inscrite à la formation de Weider.
Garcia occupe plusieurs postes. En 2008, elle a fondé Beacon Experience, une fondation qui travaille avec les enfants à risque pour les aider à surmonter les obstacles économiques et sociaux et à poursuivre leurs études au-delà du secondaire. Elle a été élue au conseil d’administration de Pediatrix Medical Group, Inc. la même année.

## Filmographie

### Longs métrages
- 2008 : Theater of War
- 2008 : Lovely, Still
- 2009 : Racing Dreams
- 2013 : Infiltré
- 2017 : Baywatch : Alerte à Malibu
- 2017 : Jumanji: Bienvenue dans la jungle
- 2018 : Rampage : Hors de contrôle
- 2018 : Skyscraper
- 2018 : Stuntman
- 2019 : Une famille sur le ring
- 2019 : Shazam!
- 2019 : Fast and Furious: Hobbs and Shaw
- 2019 : Jumanji: Next Level
- 2021 : Jungle Cruise
- 2021 : Red Notice
- 2022 : DC Super Animaux
- 2022 : Black Adam
- 2023 : Red One de Jake Kasdan
- 2025 : The Smashing Machine

### Télévisions
- 2011 : P.O.V
- 2013 : The Hero
- 2014 : Wake Up Call
- 2016 : Clash of the Corps
- 2016 : Millennials the Musical
- 2016 : Seven Buck Dgital Studios
- 2017 : Rock and a Hard Place
- 2017 : Soundtracks: Songs That Defined History
- 2017 : Logan Paul Summer Saga
- 2017 : Bro/Science/Life: The Series
- 2017 : Lifeline
- 2017 : Reality Quest
- 2018 : Ballers
- 2019 : The Titan Games
- 2019 : Finding Justice
- 2019 : K Great Thanks
- 2021 : Young Rock
- 2021 : Behind the Attraction